# Ziekenhuisfunctie
Een ziekenhuisfunctie is in België een zorgonderdeel van een ziekenhuis dat diensten levert aan alle patiënten over de verschillende verpleegafdelingen en specialismen heen. Daar waar een afdeling zich 'verticaal' richt op een specifieke groep patiënten (bijvoorbeeld cardiologie of kindergeneeskunde),  biedt een ziekenhuisfunctie dus 'horizontaal' diensten aan al deze patiëntencategorieën. Anno 2017 kunnen ziekenhuizen erkend zijn voor de volgende ziekenhuisfuncties:
- Functie chirurgisch dagziekenhuis
- Functie niet-chirurgisch dagziekenhuis
- Functie ziekenhuisapotheek
- Functie ziekenhuisbloedbank
- Functie lokale donorcoördinatie
- Functie lokale neonatale zorg
- Functie regionale perinatale zorg
- Functie palliatieve zorg
- Functie intensieve zorg
- Functie gespecialiseerde spoedgevallenzorg
- Functie eerste opvang van spoedgevallen
- Functie Mobiele Urgentiegroep
- Functie pediatrische liaison
- Functie zeldzame ziekten
- Functie psychiatrische gezinsverpleging
- Ombudsfunctie